# Hawker Typhoon
Chiếc Typhoon là một kiểu máy bay tiêm kích-bom Anh Quốc một chỗ ngồi, được sản xuất bởi Hawker Aircraft bắt đầu từ năm 1941. Mặc dù nó được dự định để thay thế cho chiếc Hawker Hurricane trong vai trò máy bay tiêm kích đánh chặn, chiếc Typhoon trải qua một thời kỳ thai nghén thiết kế kéo dài, và sau đó trở thành một trong những chiếc máy bay tấn công mặt đất thành công nhất của Thế Chiến II. Trong Không quân Hoàng gia, chiếc Typhoon được gọi tên lóng là Tiffy.

## Thiết kế và phát triển
Ngay cả trước khi chiếc Hurricane đầu tiên lăn bánh ra khỏi dây chuyền sản xuất vào tháng 3 năm 1937, Sidney Camm đã chuyển sang thiết kế kiểu sẽ thay thế nó trong tương lai như là một dự án riêng. Đó là một chiếc máy bay lớn được thiết kế quanh một động cơ Napier Sabre lớn tương đương. Công việc này tỏ ra hữu ích khi Hawker nhận được một yêu cầu ký hiệu F.18/37 vào tháng 1 năm 1938 từ Bộ Hàng không Anh, về một chiếc máy bay tiêm kích dựa trên kiểu động cơ Napier Sabre hoặc Rolls-Royce Vulture. Các động cơ này được thiết kế giống nhau ở chỗ đều là kiểu 24 xy lanh tạo ra công suất 2.000 mã lực (1,5 MW), và khác biệt chủ yếu là cách bố trí các xy lanh - hình chữ H trên động cơ Sabre hay khối chữ X trên động cơ Vulture.

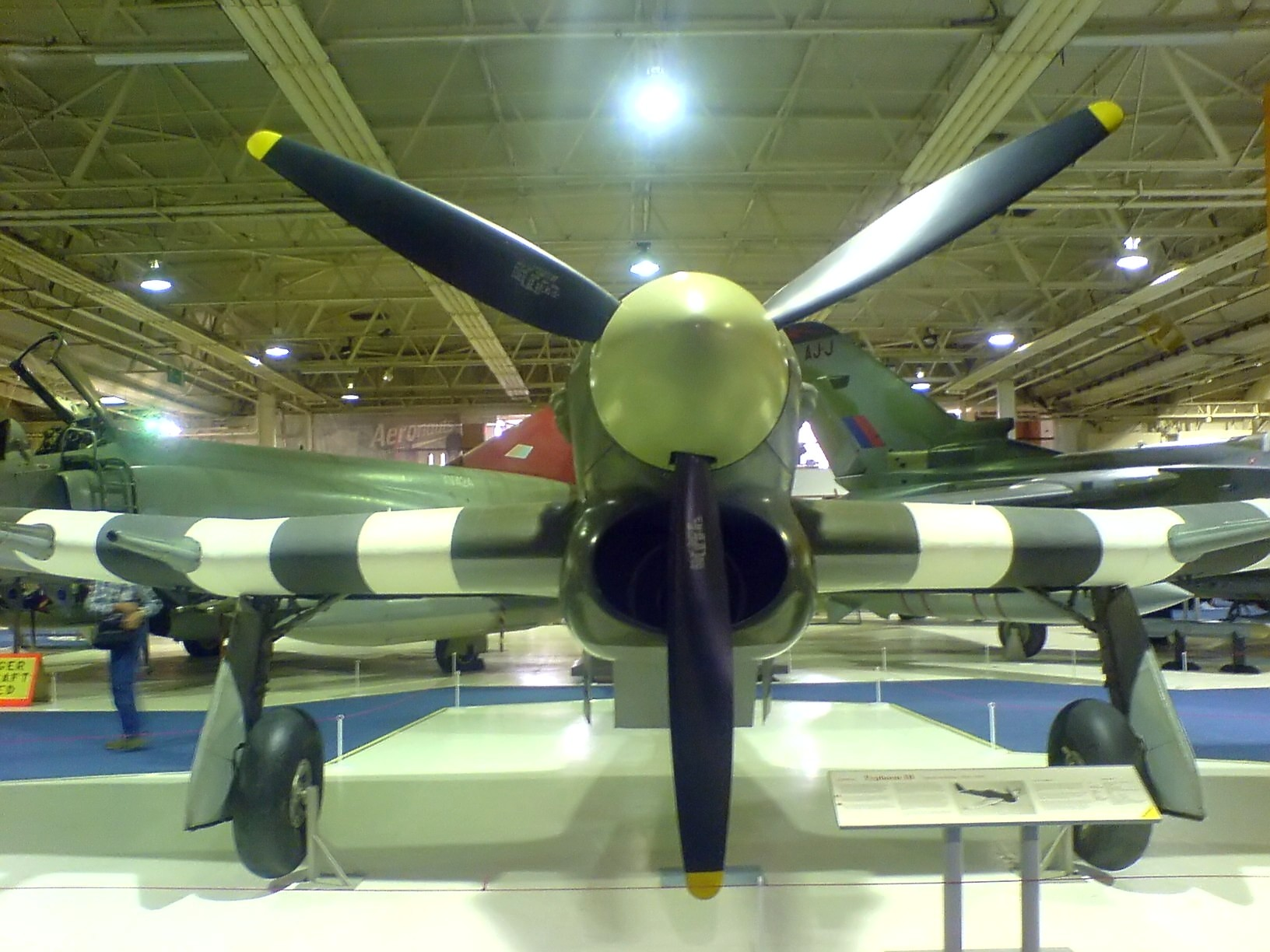
Chiếc Typhoon của Không quân Hoàng gia tại Bảo tàng RAF Hendon cho thấy tản nhiệt to dạng "râu" bên dưới mũi máy bay

Hai kiểu máy bay được tạo ra được biết đến như là "R" và "N" (dựa trên nhà sản xuất động cơ) và rất giống nhau - kiểu R gắn động cơ Vulture có dạng mũi tròn và một bộ tản nhiệt dưới bụng, trong khi kiểu N gắn động cơ Sabre có nắp động cơ phẳng hơn và bộ tản nhiệt bên dưới "cằm". Thiết kế căn bản của cả hai kiểu tiếp tục truyền thống của Hawker sử dụng các kỹ thuật cấu trúc cũ; phần thân trước làm bằng thép hàn như chiếc Hurricane, và thiết kế sử dụng một cánh lớn có sải cánh 12 m (40 ft) khá dày hơn so với các thiết kế khác như chiếc Spitfire. Camm cũng dành nhiều thời gian cho những phần còn lại của chiếc máy bay; nó có cấu trúc nữa-thân đơn từ buồng lái trở về sau, kết nối bằng đinh tán, và càng đáp có khoảng cách vệt bánh rộng. Thay vì có một nóc buồng lái dạng trượt hay mở lên, Typhoon lại có một cửa bên hông.
Chiếc kiểu R cất cánh lần đầu vào tháng 10 năm 1939, và Không quân Hoàng gia rất bị ấn tượng về nó nên đã đặt hàng 1.000 chiếc như là Tornado. Nhiều vấn đề, đáng kể là hiệu ứng nén mà trước đây Hawker chưa từng thấy, làm chậm đi việc đưa nó vào hoạt động. Thêm vào đó, chiếc máy bay cũng có tính năng lên cao đáng thất vọng, có nghĩa là nó không thể thay thế được chiếc Spitfire trong vai trò tiêm kích đánh chặn. Vào tháng 2 năm 1940, chiếc kiểu N đầu tiên, giờ đây được gọi là Typhoon, được giao hàng. Không quân Hoàng gia cũng đặt hàng một số lượng lớn, nhưng chuyển việc sản xuất sang cho Gloster Aircraft vốn không có thiết kế nào được sản xuất vào lúc đó. Giống như chiếc Tornado, chiếc Typhoon nhanh chóng bộc lộ những vấn đề của chính nó, bao gồm sự rung động do động cơ làm cho lớp phủ cánh bị bong ra.
Sau đó Không quân Hoàng gia ngừng mọi công việc trên hai kiểu này vào tháng 5 năm 1940 để Hawker có thể tập trung vào riêng chiếc Hurricane trong quá trình Trận đánh Anh Quốc. Đây là cuộc chạm trán đầu tiên với sự hủy bỏ của kiểu thiết kế này. Một số công việc có quy mô nhỏ được tiếp tục, với những thay đổi nhằm làm cho thân máy bay suôn thẳng hơn và áp dụng một kiểu cánh mỏng hơn, cũng như những kiểu động cơ thay thế to bố trí hình tròn. Đến tháng 10, áp lực từ phía Không quân Hoàng gia được giảm nhẹ và công việc được cho phép tiếp tục trên cả hai thiết kế ban đầu.
Chiếc Tornado sản xuất hằng loạt đầu tiên được giao hàng vào đầu năm 1941, và nó trình diễn một tốc độ tối đa chưa từng nghe thấy lên đến 425 dặm mỗi giờ khi mang đầy đủ vũ khí. Nhưng đây lại là chiếc Tornado cuối cùng. Trong khi các dây chuyền sản xuất đang xếp hàng sẵn sàng, kế hoạch động cơ Vulture bất ngờ bị Rolls-Royce chấm dứt và chiếc Tornado bị bỏ lại mà không có động cơ. Dù sao, chiếc Typhoon vẫn còn có tính năng bay "đủ tốt" để đảm bảo việc sản xuất. Chiếc sản xuất hằng loạt đầu tiên phiên bản Mk IA được giao hàng vào tháng 5 năm 1941, trang bị 12 khẩu súng máy Browning 0,303 in, nhưng nó được nhanh chóng tiếp nối bằng phiên bản Mk IB với bốn khẩu pháo pháo Hispano 20 mm.

## Tóm tắt các thay đổi kỹ thuật

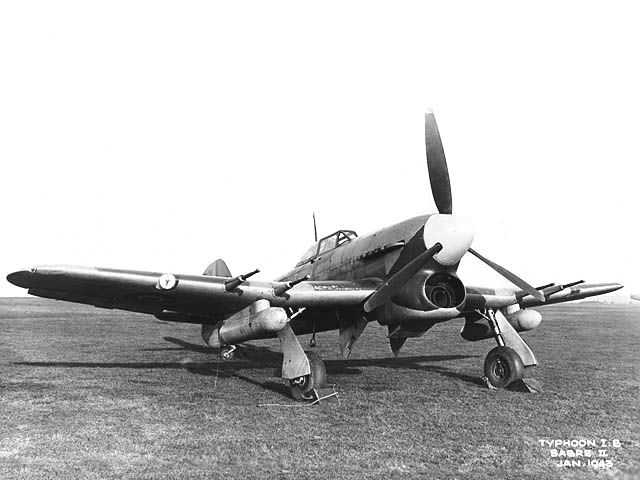
Một chiếc Typhoon IB đời đầu không xác định được. Mang thùng nhiên liệu 45 gallon vứt được, nòng pháo không phẳng; bậc bước lên thu lại được (thấy được trên bánh đáp phải), các vạch nhận diện màu vàng rộng 18 inch ở mặt trên cánh phía trong các khẩu pháo.

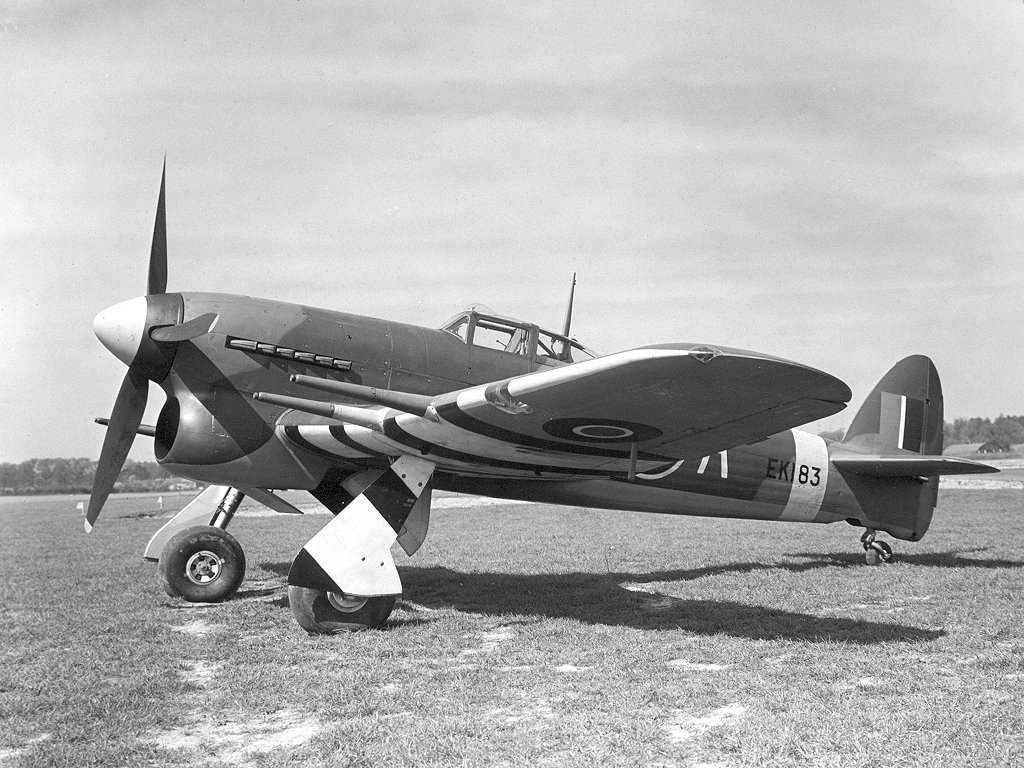
Chiếc Typhoon EK183 US-A thuộc phi đoàn 56 Không quân Hoàng gia Anh giữa năm 1943. Nóc buồng lái kiểu "cửa xe hơi" với kính plastic và gương (thấy được bên trên và đàng sau kính chắn gió), bánh đáp đuôi nhỏ, đèn hạ cánh. Có những sọc đen trắng dưới cánh nhằm giúp quân bạn dễ nhận diện chiếc Typhoon.

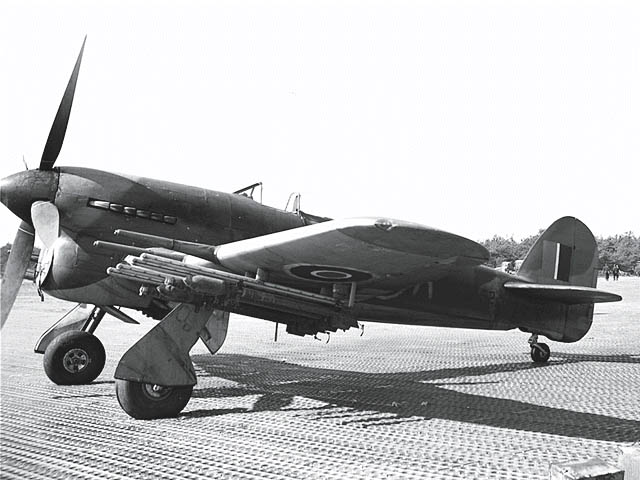
Một chiếc Typhoon sản xuất đời sau của một phi đoàn Canada. Nóc buồng lái sáng, bánh đáp sau có rãnh "chống rung", bộ cánh quạt bốn cánh, ăn-ten IFF dạng "lưỡi lê", không có đèn hạ cánh. So sánh cùng chiếc EK183.

Là một máy bay được Không quân Hoàng gia Anh sử dụng hàng đầu trong Thế Chiến II, Typhoon là kiểu máy bay hiếm hoi chỉ xuất hiện ở phiên bản Mark I. Tuy vậy chiếc Typhoon được cải biến và nâng cấp thường xuyên, đến nỗi máy bay sản xuất năm 1945 nhìn khác xa chiếc máy bay chế tạo năm 1942. Sau ngày D, vì sự tiêu hao Typhoon ngày càng gia tăng, một số máy bay cũ hơn được đem ra khỏi kho và đại tu. Có thể thấy được một chiếc số hiệu cũ R7771, một kiểu Typhoon chế tạo đầu tiên vào năm 1942 với nóc buồng lái kiểu "cửa xe hơi", pháo không phẳng... xuất hiện tại tuyến đầu trong phi đoàn 182 vào tháng 2 năm 1945 với nóc buồng lái dạng "giọt nước", đế rocket và các tính năng đời sau.
Các thay đổi quan trọng nhất và dễ nhận thấy được liệt kê dưới đây:
- Thay thế phần sau của nóc buồng lái từ tấm kim loại sang bằng kính; tấm vỏ giáp che đầu phi công đổi sang dạng tam giác; những cửa sổ hông được gắn kính chống đạn. Bắt đầu từ giữa đến cuối năm 1941 từ chiếc thứ 163 được sản xuất số hiệu R7803; những máy bay sản xuất trước đó được nhanh chóng rút ra và cải tiến.
- Các ống xả dài hơn, tháng 11 năm 1941.
- Cửa buồng lái bên trái được đóng kín (tháng 11 năm 1941). (Cả hai cải tiến được thực hiện trong một nỗ lực làm giảm nhẹ việc rò rỉ carbon monoxit vào buồng lái.)
- 12 khẩu súng máy M1919 Browning 0,303 in (Typhoon Ia) được thay thế bởi 4 pháo Hispano-Suiza HS.404 20 mm (Typhoon IB).
- Đai thép được gắn bên trong phần thân sau chỗ nối giữa thân và cánh ổn định (tháng 9 năm 1942). (giải pháp tạm thời; được thay thế bằng Mod 286.)
- Mod 286; 20 thanh nối hợp kim hình chữ nhật tăng cường được đinh tán bên ngoài chỗ nối giữa thân và cánh ổn định. Giải pháp vĩnh viễn được thiết kế nhằm giảm nhẹ sự hỏng cấu trúc thân sau trong khi bay (tháng 12 năm 1942 - tháng 3 năm 1943). Mọi chiếc Typhoon không có cải tiến này được rút ra khỏi phục vụ và cải tiến. Được áp dụng vào dây chuyền sản xuất từ chiếc thứ 820 ký kiệu EJ902.
- Thay thế miếng cân bằng trọng lượng bên ngoài bánh lái đuôi bằng miếng cân bằng trọng lượng bên trong khi thiết kế lại bánh lái (giữa năm 1942).
- Nắp chụp nòng pháo tháo rời được.
- Bổ sung đế bom có khả năng mang bom 500 lb (tháng 10 năm 1942). Được sử dụng trước tiên bởi phi đoàn 181, và đến giữa năm 1943 mọi chiếc Typhoon sản xuất ra đều có khả năng mang bom.
- Bánh đáp sau to hơn, làm bằng cao su đặc có rãnh "chống rung" (tháng 3 năm 1943). Thiết kế giúp cho những chiếc Typhoon mang bom nặng hơn dễ xoay trở trên mặt đất. Được trang bị từ chiếc Typhoon sản xuất thứ 1.001 số hiệu EK238.
- Khe thoát vỏ đạn pháo được kéo dài thêm. (Để vỏ đạn không chạm phải bom)
- Bánh đáp chính được gia cố. (Mở ra hẹp hơn các bánh đáp trước đây và các "nan hoa" phẳng và dày hơn.)
- Phanh đĩa to hơn. (Nguyên thủy trên những chiếc "Bombphoon", sau đó gắn trên mọi chiếc Typhoon cải tiến)
- Gương chiếu hậu làm bằng kính Perspex trên nóc buồng lái kiểu "cửa xe hơi". (Không thành công; gương có xu hướng rung động.)
- Máy ảnh được chuyển vị trí từ mép trước phía ngoài cánh trái sang bên dưới nắp động cơ bên phải. (Có xu hướng rung theo động cơ.)
- Nắp chụp ống xả động cơ. (Bị hủy bỏ sau khi nhận thấy rằng ít mang lại lợi ích cho tính năng bay.)
- Cần ăn-ten qua cấu trúc nóc buồng lái phía sau được thay bằng ăn-ten dạng "cáp" trên thân sau. (Những chiếc Typhoon "cửa xe hơi" đời sau.)
- Cánh "ướt" mang được thùng nhiên liệu phụ 45 gallon vứt được hình trụ. (Đầu năm 1943)
- Thiết kế lại miếng cân bằng trọng lượng bên trong bánh lái độ cao nhằm giảm nhẹ sự hư hỏng thân sau do rung động (từ tháng 5 năm 1943 trở đi).
- Nóc buồng lái kiểu "cửa xe hơi" được thay thế bằng kiểu "bọt nước" một tấm trượt ra phía sau (từ giữa năm 1943). Cải biến cho tất cả những máy bay hiện có, chiếc Typhoon đầu tiên được thực hiện mang số hiệu R8843 DJ-S được lái bởi Trung tá Không quân Hoàng gia New Zealand Desmond J. Scott, Chỉ huy trưởng Phi đoàn Tangmere từ tháng 9 năm 1943.[2] Từ tháng 11 năm 1943, tất cả những chiếc máy bay sản xuất, khởi đầu với chiếc số hiệu JR333, đều được trang bị. Với kiểu nóc buồng lái mới, vỏ giáp bảo vệ đầu phi công được thiết kế lại và loại bỏ đèn nhận diện phía sau cần ăn-ten. Thêm vào đó, hai cửa thông gió nhỏ được bổ sung thêm phía dưới buồng lái dưới cửa radio bên trái, trong khi một cửa sổ tròn nhỏ phía trước bên trái dưới buồng lái bị loại bỏ.
- Ăn-ten hệ thống IFF trên đuôi thân được thay thế bằng ăn-ten kiểu "lưỡi lê" bên dưới phần giữa cánh.
- Các đế mang rocket "Mark I" bằng thép được trang bị lần đầu tiên cho phi đoàn 181 vào tháng 10 năm 1943. Kiểu đế nhôm "Mark III" bắt đầu được sử dụng vào tháng 12 năm 1944.
- Các nắp chụp đèn hạ cánh trong suốt trên mép trước cánh được loại bỏ trên mọi máy bay vũ trang rocket, thay bằng các nắp kim loại. Sau này mọi chiếc Typhoon đều được sản xuất mà không có đèn hạ cánh.
- Bộ cánh quạt bốn cánh của de Havilland hay Rotol được trang bị vào đầu năm 1944.
- Kiểu đuôi Tempest lớn hơn bắt đầu được trang bị từ tháng 6 năm 1944 trở đi. Nguyên được trang bị cho những chiếc "Bombphoon" có thể mang 1.000 lb bom, nhưng từ loạt sản xuất MN mọi chiếc Typhoon đều có đuôi lớn hơn.

## Lịch sử hoạt động
Vào thời gian này những chiếc Spitfire V đang phải đối đầu với những chiếc Focke-Wulf Fw 190 tiên tiến trong chiến đấu và chịu tổn thất nặng, kết quả không tránh được là chiếc Typhoon được vội vã đưa đến các phi đoàn hoạt động (các phi đoàn 56 và 609) để chống lại chiếc máy bay Đức mới. Buồn thay, quyết định này là một thảm họa thật sự, và nhiều chiếc Typhoon bị mất vì những lý do bí ẩn. Một lần nữa lại có dư luận đòi dẹp bỏ chiếc Typhoon.
Nguyên nhân của những hỏng hóc tại cánh đuôi sau này được nhận diện được chỉ nhờ một phi công, anh đã xoay xở sống sót được quay trở về để kể lại câu chuyện của anh. Vấn đề được khám phá là gây ra bởi hiện tượng giảm sức chịu đựng kim loại của cánh nâng cân bằng khối lượng, là do hiện tượng rung động cánh nâng xảy ra và lên đến cực điểm khi máy bay thoát ra khỏi cú bổ nhào. Bổ nhào là cú cơ động được phi công lái Fw 190 ưa chuộng để thoát ra khỏi không chiến, vì nó có ưu thế tốc độ rõ ràng so với chiếc Spitfire. Đối chọi lại chiếc Typhoon kiểu cơ động này sẽ là tự sát dành cho phi công Fw, nhưng vấn đề rung động lại làm trở ngược thế cờ.
Như là một giải pháp tạm thời, những thanh nối hình chữ nhật tăng cường được đinh tán vào chung quanh chỗ nối giữa thân và cánh ổn định, ngay vị trí bị hỏng hóc. Những thanh nối nầy được giữ lại trên tất cả phiên bản Typhoon sau này. Những vấn đề rò rỉ khí thải vào trong buồng lái và nồng độ carbon monoxit cao khiến phi công Typhoon buộc phải sử dụng oxy ngay cả khi bay ở cao độ thấp. Động cơ Sabre cũng liên tục là nguồn gốc của sự cố, đặc biệt là rất khó khởi động máy khi trời lạnh. Nhờ những nỗ lực của các phi công hoạt động như chỉ huy phi đoàn 609 Roland Beamont, chiếc Typhoon tiếp tục được phát triển cho dù có những khiếm khuyết trong thiết kế.

Chiếc Hawker Typhoon EK139 N "Dirty Dora" thuộc phi đoàn 175 Không quân Hoàng gia Anh. Appledram, cuối năm 1943.

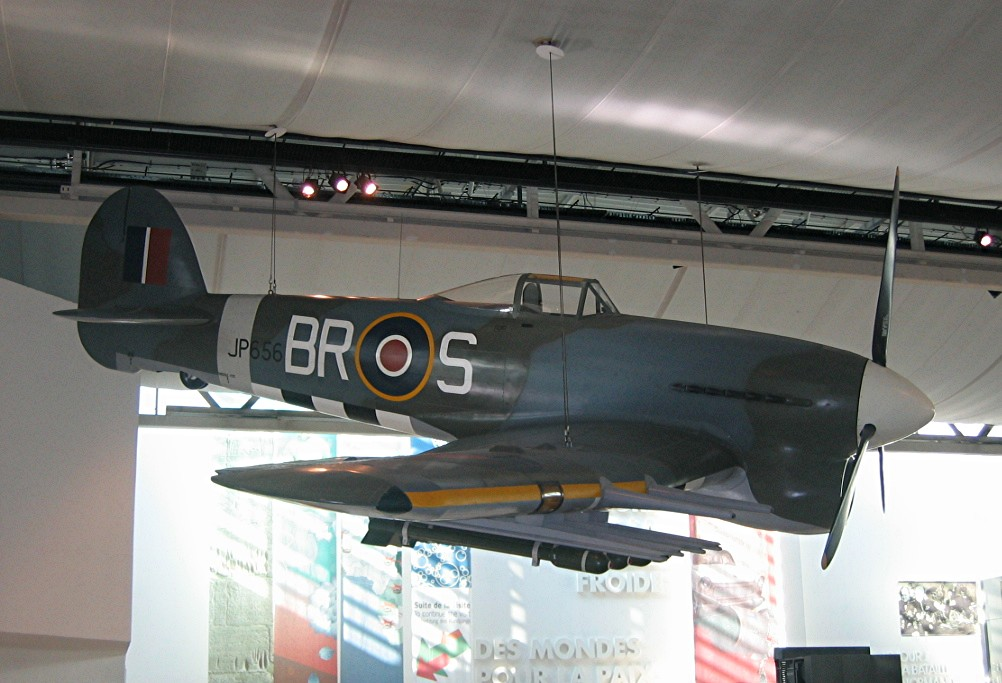
Chiếc Hawker Typhoon (tiêu bản) trưng bày tại Memorial de la Paix, Caen

Trong khoảng thời gian cuối năm 1942 đến đầu năm 1943, các phi đoàn Typhoon tại bờ biển Nam cuối cùng cũng phản công hiệu quả các cuộc tấn công "ném rồi chạy" ban đêm tầm thấp của Không quân Đức, bắn rơi được hai chục hay hơn máy bay tiêm kích-bom Fw 190. Hai chiếc máy bay tiêm kích-bom Messerschmitt Me 210 đầu tiên bị bắn rơi tại Anh quốc là bởi Typhoon vào cuối năm 1942, và trong các cuộc tấn công ban ngày của Không quân Đức vào London ngày 20 tháng 1 năm 1943, năm chiếc Fw 190 bị Typhoon tiêu diệt.
Ngay khi chiếc máy bay được đưa vào sử dụng, người ta nhận thấy là hình dạng của chiếc Typhoon trông giống như chiếc Fw190 từ một số góc nhìn, và sự tương tự này gây ra nhiều hơn một lần sự cố "bắn nhầm" từ pháo phòng không Đồng Minh và các máy bay khác. Điều này đã đưa đến việc sơn các sọc đen trắng dễ nhận thấy dưới cánh chiếc Typhoon, một điểm báo trước ký hiệu sơn sẽ được phe Đồng Minh áp dụng trong ngày D.
Mãi cho đến tận năm 1943 mà nhiều vấn đề với khung máy bay và động cơ mới giải quyết được. Lúc này nhu cầu về một kiểu máy bay tiêm kích thuần túy không còn quan trọng và thiết kế được chuyển sang một kiểu máy bay tiêm kích-bom, giống như chiếc Hurricane đã từng đảm nhiệm. Động cơ mạnh mẽ cho phép chiếc máy bay mang được hai bom 450 kg (1.000 lb), tương đương với một chiếc máy bay ném bom hạng nhẹ vài năm trước đó. Những máy bay trang bị bom được đặt tên lóng là "Bombphoon", và được đưa vào hoạt động tại phi đoàn 181 thành lập vào tháng 9 năm 1942.
Tuy vậy chiếc Typhoon lại nổi tiếng hơn khi được trang bị bốn rocket "60 lb" RP-3 dưới mỗi cánh, và được gọi là "Rocketphoon". Vào tháng 10 năm 1943, phi đoàn 181 thực hiện cuộc tấn công bằng rocket với chiếc Typhoon lần đầu tiên. Cho dù đầu đạn rocket không chính xác và đòi hỏi kỹ năng khá để có thể ngắm đúng, hỏa lực tuyệt đối của một chiếc Typhoon duy nhất tương đương với hỏa lực bên mạn của một tàu khu trục. Tốc độ tối đa của chiếc Typhoon giảm đi khoảng 15 mph do các đế gắn rocket dưới cánh không vứt bỏ được. Đến cuối năm 1943, 18 phi đoàn Typhoon trang bị rocket đã tạo nên hạt nhân của Không lực Chiến thuật 2 của Không quân Hoàng gia Anh trong vai trò tấn công mặt đất tại châu Âu.
Bất kể sự kém chính xác, những rocket (được hỗ trợ bằng bốn khẩu pháo 20 mm của chiếc Typhoon) đem lại hiệu quả rất cao trên nhiều loại mục tiêu, như các loại xe quân sự không bọc thép, xe vận tải, tàu hỏa và các tàu thuyền nhỏ. Cho dù người ta kỳ vọng điều lớn lao trên những xe tăng bọc thép hạng nặng của Quân đội Đức, những quả rocket cần đánh trúng vào lớp vỏ bọc mỏng trên ngăn động cơ hay vào xích mới thực sự gây ra hiệu quả tiêu diệt. Phân tích những chiếc tăng bị tiêu diệt sau trận đánh Normandy cho thấy tỉ lệ bắn trúng của rocket từ trên không chỉ đạt được 4%.
Phiên bản Mk IB (được cải tiến vào cuối năm 1943 với bộ cánh quạt bốn cánh và nóc buồng lái dạng "giọt nước" làm bằng kính perspex) dù sao cũng hoạt động nổi bật trong năm 1944 và trong Trận chiến Normandy.
Đến ngày D vào tháng 6 năm 1944, Không quân Hoàng gia có 26 phi đoàn Typhoon IB hoạt động. Chiếc máy bay được chứng minh là máy bay tấn công chiến thuật có hiệu quả nhất của Không quân Hoàng gia trong cả nhiệm vụ không kích can thiệp vào các mục tiêu liên lạc và vận tải sâu trong lãnh thổ Tây Bắc châu Âu trước cuộc tấn công, cũng như hỗ trợ trực tiếp lực lượng Đồng Minh trên bộ sau Ngày D.
Vào ngày 7 tháng 8, quân Đức phản công tại Mortain đe dọa mũi tấn công của Patton từ bãi đổ bộ, bị đẩy lui bởi những chiếc Typhoon của Không lực Chiến thuật 2, với khoảng 81 xe cộ bị hủy diệt hay hư hại. Tại khu vực Vire, nơi Tập đoàn quân Anh bị tấn công, những chiếc Typhoon đã bay 294 phi vụ trong vòng một ngày, bắn 2.088 rockets và thả 80 tấn bom. Vào ngày 24 tháng 10 năm 1944, Không đoàn 146 Typhoon tấn công một tòa nhà tại Dordrecht nơi ban tham mưu Tập đoàn quân 15 Đức đang họp, giết 17 sĩ quan tham mưu và 55 sĩ quan khác.
Để đảm trách vai trò trinh sát hình ảnh chiến thuật, chiếc Typhoon FR IB được phát triển vào đầu năm 1945. Trong phiên bản này hai khẩu pháo phía trong được tháo bỏ thay vào chỗ đó đó là ba máy ảnh F.24. Khung máy bay rung động làm cho những bức ảnh chụp được thường không đạt chất lượng. Sau một thời gian phục vụ trong phi đoàn 268 từ tháng 7 năm 1944, chiếc FR IB được rút khỏi hoạt động từ tháng 1 năm 1945. Một chiếc Typhoon còn được cải biến thành chiếc nguyên mẫu tiêm kích bay đêm, kiểu NF.Mk IB, trang bị radar A.I. (Airborne Interception, đánh chặn trên không), buồng lái bay đêm đặc biệt và các cải tiến khác. Cũng trong năm 1943, năm chiếc Typhoon số hiệu R8889, R8891, R8925, DN323 và EJ906 được cải biến theo tiêu chuẩn "Nhiệt đới hóa" gắn thêm một bộ lọc khí phía sau khung tản nhiệt chính. Những chiếc R8891, DN323 và EJ906 được thử nghiệm tại Ai Cập bởi phi đoàn 451 Không quân Hoàng gia Australia trong năm 1943.
Vào ngày 3 tháng 5 năm 1945, các tàu chiến Đức Cap Arcona, Thielbek và Deutschland bị đánh chìm sau bốn đợt tấn công khác nhau bởi những chiếc Hawker Typhoon 1B của Không quân Hoàng gia thuộc Liên đội 83, Không lực Chiến thuật 2: đợt một do phi đoàn 184 trú đóng tại Hustedt, đợt hai do phi đoàn 198 trú đóng tại Plantlünne dưới sự chỉ huy của Trung tá John Robert Baldwin, đợt ba do phi đoàn 263 trú đóng tại Ahlhorn (Großenkneten) dưới sự chỉ huy của Thiếu tá Martin T. S. Rumbold và đợt ba do phi đoàn 197 dưới sự chỉ huy của Thiếu tá K.J. Harding cùng trú đóng tại Ahlhorn.
"Ách" Typhoon có thành tích cao nhất là Trung tá John Robert Baldwin, đã bắn rơi được 15 máy bay đối phương trong giai đoạn 1942 - 1944.
Tổng cộng đã có 3.330 chiếc Typhoon được chế tạo, tất cả đều hoàn toàn do hãng Gloster.
Hawker đã phát triển một phiên bản cải tiến của Typhoon, chiếc Typhoon II, nhưng những sự khác biệt giữa nó và Typhoon Mk I lớn đến mức nó là một máy bay hoàn toàn khác biệt, sau đó nó được đặt lại tên là Hawker Tempest.

## Các nước sử dụng

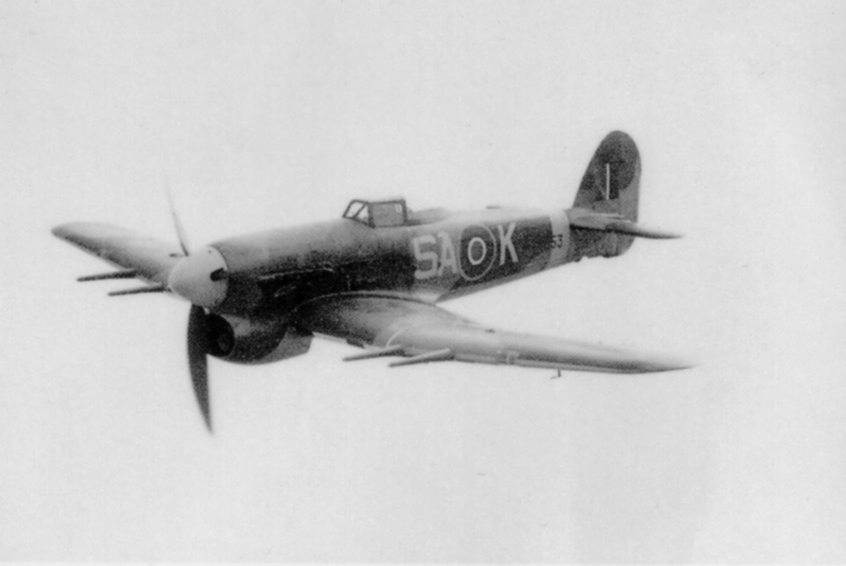
Typhoon thuộc phi đoàn 486 Không quân Hoàng gia New Zealand.

Canada
- Không quân Hoàng gia Canada

 New Zealand
- Không quân Hoàng gia New Zealand

 Anh Quốc
- Không quân Hoàng gia Anh

## Đặc điểm kỹ thuật (Typhoon Mk Ib)

Hawker Typhoon

### Đặc tính chung
- Đội bay: 01 người
- Chiều dài: 9, 73 m (31 ft 11 in)
- Sải cánh: 12,67 m (41 ft 7 in)
- Chiều cao: 4,66 m (15 ft 4 in)
- Diện tích bề mặt cánh: 23,13 m² (249 ft²)
- Lực nâng của cánh: 223,5 kg/m² (45,8 lb/ft²)
- Trọng lượng không tải: 4.445 kg (9.800 lb)
- Trọng lượng có tải: 5.170 kg (11.400 lb)
- Trọng lượng cất cánh tối đa: 6.340 kg (13.980 lb)
- Động cơ: 1 x động cơ Napier Sabre IIC H-24 làm mát bằng nước, công suất 2.260 mã lực (1.685 kW)

### Đặc tính bay
- Tốc độ lớn nhất: 650 km/h (405 mph) ở 5.485 m (18.000 ft)
- Tầm bay tối đa: 980 km (610 mi)
- Trần bay: 10.400 m (34.000 ft)
- Tốc độ lên cao: 13,4 m/s (2.630 ft/min)
- Tỉ lệ công suất/khối lượng: 0,33 kW/kg (0,20 hp/lb)

### Vũ khí
- 4 x pháo Hispano-Suiza HS.404 20 mm
- 2 x bom 454 kg (1.000 lb)
- 8 x rocket RP-3 75 mm (3 in)

## Nội dung liên quan

### Máy bay liên quan
- Hawker Tempest
- Hawker Fury
- Hawker Sea Fury
- Hawker Tornado

### Máy bay tương tự
- Hawker Tornado

### Trình tự thiết kế
Hurricane - Henley - Typhoon - Tornado - Tempest

### Danh sách liên quan
- Danh sách máy bay chiến đấu
- Danh sách máy bay quân sự Anh Quốc
- Danh sách máy bay trong Chiến tranh Thế giới II
- Danh sách máy bay tiêm kích